# یواس‌سی‌جی‌سی همیلتون
یواس‌سی‌جی‌سی همیلتون ممکن است به یکی از موارد زیر اشاره داشته باشد:
- یواس‌سی‌جی‌سی همیلتون (دبلیواچ‌ئی‌سی-۷۱۵)
- یواس‌سی‌جی‌سی همیلتون (دبلیوام‌اس‌ال-۷۵۳)